# Madonna del Latte (Luis de Morales)
La Madonna del Latte o Madonna col Bambino è un dipinto del pittore spagnolo Luis de Morales realizzato circa nel 1565 e conservato al Museo del Prado a Madrid in Spagna. Fu donato da don Pablo Bosch (1915).

## Descrizione
Il tema rappresentato è molto antico, all'interno dell'iconografia cristiana: la Madonna del latte (la Vergine Maria che allatta il Gesù Bambino). Tuttavia, nel caso di questo lavoro, il petto non è visto direttamente, ma la madre e il figlio guardano una delle immagini più intime del sedicesimo secolo. Lo scopo è chiaramente religioso, esaltando la sensazione dell'amore materno. Il soggetto, molto amato ai tempi della controriforma e del misticismo spagnolo, fu trattato più volte dal pittore. Così c'è una versione che è conservata nel Museo nazionale d'arte antica a Lisbona, un'altra collezione privata a Jaén e c'è ancora un'altra Madonna col Bambino (1565-70), nella National Gallery di Londra.
Lo stile è manierista. Lo sfondo è piatto e scuro, senza alcun riferimento spaziale o temporale. Spiccano i volumi e i colori in chiaroscuro, evidenziando i garofani: il volto e le mani della Vergine e nel nudo del Bambino. I personaggi rimangono ignari dello spettatore. La madre tiene il bambino tra le sue braccia e lo guarda dolcemente; il bambino risponde al suo sguardo e guarda con la mano destra il seno della madre, mentre la mano sinistra alza il velo, estremamente sottile e quasi impercettibile.
La Madonna è rappresentata con una bellezza perfetta e delicata. Il volto denota l'influenza di Raffaello Sanzio, ricevuto attraverso i manieristi olandesi e tedeschi. È rappresentato da un modello scultoreo della Madonna come quelli di Donatello: viso ovale in scorcio, fronte alta e occhi bassi.
Il colore è metallico e freddo, tipico della scuola fiamminga.